# Raveniola kopetdaghensis
Raveniola kopetdaghensis là một loài nhện trong họ Nemesiidae.
Raveniola kopetdaghensis được miêu tả năm 1984 bởi Fet.